# Station Casanova-Kaiserau
Station Casanova-Kaiserau is een spoorwegstation aan de Burggrafenspoorlijn in de wijk Casanova-Kaiserau van de stad Bolzano (Italië-Zuid-Tirol).
De stationsnaam wordt volgens de regels van Trenitalia in het Italiaans aangegeven, gevolgd door het Duits als lokale taal.